# Living Time
Living Time è un album in studio del musicista statunitense Bill Evans, pubblicato nel 1972 e registrato insieme alla George Russell Orchestra.

## Tracce
Musiche di George Russell.

1. Living Time: Event I – 3:50
2. Living Time: Event II – 8:22
3. Living Time: Event III – 2:47
4. Living Time: Event IV – 5:30
5. Living Time: Event V – 11:52
6. Living Time: Event VI – 4:13
7. Living Time: Event VII – 2:07
8. Living Time: Event VIII – 5:38